# Кубок Ізраїлю з футболу 2005—2006
Кубок Ізраїлю з футболу 2005–2006 — 67-й розіграш кубкового футбольного турніру в Ізраїлі. Титул водинадцяте здобув Хапоель (Тель-Авів).

## Регламент
Кубкова стадія складається з двох раундів: регіонального та національного, саме з національного раунду (1/16 фіналу) стартують клуби Прем'єр-ліги.

## 1/16 фіналу
| Команда 1                    | Рахунок | Команда 2                        |
| ---------------------------- | ------- | -------------------------------- |
| 21 лютого 2006               |         |                                  |
| Хапоель (Акко) (2)           | 1:0     | Хапоель Іроні (Кір'ят-Шмона) (2) |
| Хапоель (Рамат-ха-Шарон) (2) | 2:1 дч  | Хапоель (Назарет-Ілліт)          |
| Хапоель (Тель-Авів)          | 3:0     | Хапоель (Рішон-ле-Ціон) (2)      |
| Хапоель (Кфар-Сава)          | 3:0     | Маккабі Ахі (Назарет) (3)        |
| Хапоель (Беер-Шева) (2)      | 2:0 дч  | Маккабі (Тират-Кармель) (3)      |
| Хакоах Маккабі Амідар (2)    | 2:1 дч  | Хапоель (Раанана) (2)            |
| Бней Сахнін                  | 4:0     | Маккабі (Беер-Шева) (2)          |
| Хапоель (Єрусалим) (2)       | 0:2     | Маккабі (Герцлія) (2)            |
| Маккабі (Кафр-Кана) (3)      | 1:0     | Маккабі (Ор-Аківа) (5)           |
| Ашдод                        | 3:2     | Хапоель (Хайфа) (2)              |
| Маккабі (Хайфа)              | 1:0     | Хапоель (Петах-Тіква)            |
| Хапоель (Марморек) (3)       | 2:0     | Маккабі (Кір’ят-Гат) (4)         |
| 22 лютого 2006               |         |                                  |
| Маккабі (Нетанья)            | 0:2     | Маккабі (Петах-Тіква)            |
| Бейтар (Єрусалим)            | 4:0     | Маккабі Іроні (Кір'ят-Ата) (3)   |
| Хапоель (Ашкелон) (2)        | 0:2     | Бней-Єгуда                       |
| 28 лютого 2006               |         |                                  |
| Хапоель (Бней-Лод) (3)       | 0:3     | Маккабі (Тель-Авів)              |

## 1/8 фіналу
| Команда 1                    | Рахунок        | Команда 2                 |
| ---------------------------- | -------------- | ------------------------- |
| 3 березня 2006               |                |                           |
| Маккабі (Герцлія) (2)        | 2:2 пен. 12:13 | Маккабі (Петах-Тіква)     |
| Хапоель (Марморек) (3)       | 0:1            | Хапоель (Кфар-Сава)       |
| 4 березня 2006               |                |                           |
| Бейтар (Єрусалим)            | 0:1            | Хакоах Маккабі Амідар (2) |
| Ашдод                        | 0:3            | Хапоель (Тель-Авів)       |
| Маккабі (Тель-Авів)          | 0:4            | Хапоель (Акко) (2)        |
| Хапоель (Рамат-ха-Шарон) (2) | 1:3            | Бней Сахнін               |
| 5 березня 2006               |                |                           |
| Хапоель (Беер-Шева) (2)      | 1:2            | Маккабі (Хайфа)           |
| 6 березня 2006               |                |                           |
| Маккабі (Кафр-Кана) (3)      | 0:1 дч         | Бней-Єгуда                |

## 1/4 фіналу
| Команда 1                 | Рахунок      | Команда 2             |
| ------------------------- | ------------ | --------------------- |
| 21 березня 2006           |              |                       |
| Хапоель (Акко) (2)        | 1:2 дч       | Бней-Єгуда            |
| Хакоах Маккабі Амідар (2) | 0:3          | Хапоель (Тель-Авів)   |
| Хапоель (Кфар-Сава)       | 1:3          | Бней Сахнін           |
| 22 квітня 2006            |              |                       |
| Маккабі (Хайфа)           | 0:0 пен. 4:3 | Маккабі (Петах-Тіква) |

## 1/2 фіналу
| Команда 1           | Рахунок | Команда 2   |
| ------------------- | ------- | ----------- |
| 26 квітня 2006      |         |             |
| Маккабі (Хайфа)     | 0:2 дч  | Бней-Єгуда  |
| Хапоель (Тель-Авів) | 2:0     | Бней Сахнін |

## Фінал
| 9 травня 2006 |

| Хапоель (Тель-Авів) | 1:0      | Бней-Єгуда |
| ------------------- | -------- | ---------- |
| Явруян 87'          | Протокол |            |

| Стадіон «Рамат-Ган», Рамат-Ган Глядачів: 34 000 Арбітр: Алон Єфет |